# توب غير (موسم 12)
توب غير 12 (بالإنجليزية: Top Gear)‏ هو السلسلة الثانية عشرة للبرنامج التلفزيوني البريطاني الذي يهتم بالمركبات، توب جير، تم إنتاجه في المملكة المتحدة. بدأ عرضه في سنة 2008. عرض على بي بي سي تو. بلغ عدد حلقاته 8 حلقات، تم بث البرنامج لأول مرة بتاريخ 2 نوفمبر 2008 بينما تم بث آخر حلقة منه بتاريخ 28 ديسمبر 2008. مقدمو البرنامج جيرمي كلاركسون، ريتشارد هاموند وجيمس ماي.